# The Fool on the Hill
The Fool on the Hill (englisch für „Der Narr auf dem Hügel“) ist ein Song der britischen Band The Beatles aus dem Jahr 1967. Das Lied wurde von Paul McCartney geschrieben, es steht allerdings unter dem bei den Beatles üblichen Copyright Lennon/McCartney. Das Stück wurde erstmals auf der Doppel-EP Magical Mystery Tour veröffentlicht.

## Hintergrund
McCartney komponierte The Fool on the Hill 1967 im Haus seines Vaters in Liverpool. Er ließ sich von der öffentlichen Wahrnehmung des Maharishi Mahesh Yogi inspirieren. Da dieser sehr viel kicherte, bezeichnete man ihn als Narren. McCartney hingegen meint, das Lied zeige den Guru als jemanden, der die Fähigkeit besitze, inmitten des ganzen Rummels ruhig zu bleiben, dessen Überzeugungen aber dazu führten, dass man sich leicht über ihn lustig machen könne, und vergleicht ihn mit dem Narren aus King Lear. Der Beatles-Biograf Hunter Davies berichtete, dass McCartney das Lied zum ersten Mal John Lennon vorspielte, als sie gerade With a Little Help from My Friends komponierten.

## Aufnahme
Am 6. September 1967 nahm McCartney eine erste Demoversion ohne Beteiligung der anderen Beatles am Klavier auf. Diese Version erschien 1996 im Rahmen der Anthology-Reihe. Die Beatles nahmen The Fool on the Hill 1967 in den Abbey Road Studios in London auf. Produzent war George Martin, der von Ken Scott assistiert wurde. Am 25. September 1967 nahm die Band drei Takes des Liedes auf. Zu diesem Zeitpunkt wurde es noch von zwei Mundharmonikas dominiert, die George Harrison und John Lennon spielten. Diese erste Version erschien ebenfalls 1996 im Rahmen der Anthology-Reihe.
Am 26. September 1967 wurde ein Großteil der Aufnahmen vom Vortag wieder verworfen. Stattdessen wurden Klavier, Gitarren, Schlagzeug, Bass und Gesang im Overdub-Verfahren hinzugefügt. Die letzten Aufnahmen fanden am 20. Oktober 1967 statt. Die drei Flötisten Jack Ellory und die Brüder Christopher und Richard Taylor spielten ein von McCartney und George Martin komponiertes Arrangement.
Besetzung:
- John Lennon: Mundharmonika, Maultrommel (nicht bestätigt), Gesang
- Paul McCartney: Bass, Akustikgitarre, Klavier, Blockflöte, Gesang
- George Harrison: Akustische Gitarre, Mundharmonika
- Ringo Starr: Schlagzeug, Maracas, Zimbel
- Christopher Taylor, Richard Taylor, Jack Ellory: Flöte

## Veröffentlichungen
- Am 27. November 1967 erschien in den USA The Fool on the Hill erstmals auf einer Langspielplatte, dem Kompilationsalbum Magical Mystery Tour. Das Album wurde am 16. September 1971 in Deutschland und am 19. November 1976 in Großbritannien veröffentlicht.
- In Großbritannien und Deutschland wurde The Fool on the Hill am 8. Dezember 1967 auf der Doppel-EP Magical Mystery Tour veröffentlicht.
- Für den Fernsehfilm Magical Mystery Tour drehte McCartney in Frankreich einen Film zu dem Lied, das ihn im Morgenlicht auf einem Hügel zeigt.
- Am 6. April 1973 erschien das Kompilationsalbum 1967–1970 auf dem sich auch The Fool on the Hill befindet.
- Aufnahme-Take 4 von The Fool on the Hill erschien am 13. März 1996 auf dem Kompilationsalbum Anthology 2. Hierbei handelt es sich um eine frühere Version mit weniger Overdubs, für das Album Magical Mystery Tour wurde Aufnahme-Take 6 verwendet. Ebenfalls enthalten ist eine Demoaufnahme, die Paul McCartney allein einspielte.
- Am 8. Februar 2011 wurde bei iTunes eine exklusive Version des Albums Love veröffentlicht, das ein Mashup aus The Fool on the Hill, I Am the Walrus, Octopus’s Garden und Mother Nature’s Son enthält.
- Am 10. November 2023 wurde das Kompilationsalbum 1967–1970 erneut wiederveröffentlicht, auf diesem befindet sich The Fool on the Hill in einer von Giles Martin und Sam Okell 2015 neu abgemischten Version.

## Coverversionen
Die Coverversion von Sérgio Mendes erreichte 1968 Platz 6 der Billboard Hot 100. Die Version von Shirley Bassey aus dem Jahr 1970 platzierte sich auf Platz 48 der britischen Singlecharts. Weitere Interpretationen veröffentlichten unter anderem Eddie Fisher, The Four Tops, Petula Clark, Björk, The Singers Unlimited, John Williams, Aretha Franklin, Sharon Tandy, Roslyn Kind und Finneas O’Connell.